# آنا لینهارتووا
آنا لینهارتووا (چکی: Anna Linhartová؛ زادهٔ ۲۱ مارس ۱۹۹۴) بازیگر اهل جمهوری چک است.
از فیلم‌ها یا برنامه‌های تلویزیونی که وی در آن نقش داشته‌است می‌توان به آخرین شوالیه‌ها اشاره کرد.